# Santi Pietro e Paolo (Carlo Crivelli Londra)
I Santi Pietro e Paolo sono un dipinto a tempera e oro su tavola (87x44 cm) di Carlo Crivelli, datato 1470 e conservato nella National Gallery di Londra. Era lo scomparto sinistro del Polittico di Porto San Giorgio.

## Storia
La tavola venne riconosciuta come scomparto laterale del polittico da Philip Hendy nel 1931, sulla base dell'analogia nelle misure con il San Giorgio che uccide il drago (Isabella Stewart Gardner Museum, Boston) e della descrizione di Amico Ricci (1834). Era stato commissionato nel 1469/1470 da Giorgio, albanese emigrato in Italia pochi anni prima e capostipite della nobile famiglia Salvadori, che possedette il polittico per secoli.
Nel 1803 la vecchia parrocchiale di Porto San Giorgio fu demolita e il polittico trasferito nel chiesa del Suffragio, sede provvisoria delle attività liturgiche. Nel 1832 il dipinto era conservato in casa Salvadori, nell'attesa che la nuova chiesa fosse terminata; qui lo vide e la descrisse il Maggiori e pochi anni dopo (1834) Amico Ricci lo ricordò già nella nuova parrocchiale, anche se già mutilo di alcune tavole del registro superiore. Poco dopo sull'altare venne posta una statua di San Giorgio e i pannelli restanti del polittico vennero restituiti alla famiglia. L'anno successivo, nel 1835, l'opera era già stata trasportata a Roma e, ormai smembrata, fu venduta da Luigi Salvadori al collezionista dell'ambasciata portoghese Hudson per 90 scudi. Il priore del comune di Porto San Giorgio però, che evidentemente rivendicava la proprietà del polittico, avviò una controversia col Salvadori contestando l'atto di vendita, che si risolse con un nuovo pagamento, questa volta di trecento scudi: è evidente come il lavoro artistico fosse visto esclusivamente come bene di scambio con cui battere cassa, senza alcun interesse per la sua salvaguardia. Passato nella collezione Ward (poi Dudley), venne qui visto da Waagen; Fu poi esposto nell'Egyptian Hall a Londra, dove lo videro Crowe e Cavalcaselle. Nel 1876 alla vendita della collezione Dudley  a Londra fu acquistato da Martin Colnaghi e quindi disperso in varie raccolte.
I Santi Pietro e Paolo in particolare finirono nella collezione Leyland e, nel 1892, in quella Mond a Londra, dalla quale passò poi alla galleria pubblica, dopo che erano già stati esposti nel 1882 a Burlington House.
Il polittico venne temporaneamente riunito alla mostra monografica sull'artista a Venezia nel 1961.

## Descrizione e stile
I due santi poggiano su un gradino di marmo screziato, su cui si trova una mela poggiata: elementi decorativi e simbolici che rimandano alla cultura padovana. Anche i panneggi, sbalzati scultoreamente, ricordano Donatello e le sue derivazioni, come le opere dei pittori della scuola ferrarese: a Cosmè Tura dopotutto accennano altri dettagli del polittico, come il cavallo guizzante nello scomparto di San Giorgio o la forma del trono della Madonna.
A sinistra san Paolo è riconoscibile per la spada, la lunga barba scura, il mantello tipicamente rosso. Pietro, a destra, ha la barba corta bianca, la tonsura e il manto tradizionalmente giallo; inoltre inequivocabili sono le chiavi del Paradiso che pendono a filo di piombo da una catenella al polso. I due sono catturati dalla lettura del libro che Pietro tiene aperto, sforzando la mano sinistra e indicando con la destra. Il libro di Paolo invece è chiuso e tenuto in equilibrio sull'elsa della spada puntata a terra, in modo da sporgere in scorcio verso lo spettatore.
La mancanza di resa atmosferica tipica di Crivelli (la scena appare come "sotto vuoto", dove non circola l'aria) è ripagata dalla sottilissima modellazione di luci e ombre, derivante dalla diretta osservazione della natura e capace di dare all'insieme un effetto di splendore metallico.